# Ștompeli, Mirhorod
Ștompeli (în ucraineană Штомпелі) este un sat în comuna Kliușnîkivka din raionul Mirhorod, regiunea Poltava, Ucraina.

## Demografie
Componența lingvistică a localității Ștompeli
     Ucraineană (100%)
Conform recensământului din 2001, toată populația localității Ștompeli era vorbitoare de ucraineană (100%).